# Friedrich Vogt
Friedrich Hermann Traugott Vogt, född den 11 mars 1851 i Greifswald, död den 28 oktober 1923 i Marburg, var en tysk germanist, son till teologen Karl August Traugott Vogt, bror till kirurgen Paul Friedrich Immanuel Vogt.
Vogt blev 1883 extra ordinarie professor i sin födelsestad, 1885 ordinarie i Kiel, flyttade 1889 till Breslau och 1902 till Marburg. Han författade bland annat de stora sammanfattande verken Geschichte der mittelhochdeutschen Literatur (i Pauls "Grundriß", 1893; 2:a upplagan 1902 och 1907) och del I av den illustrerade Geschichte der deutschen Literatur von den ältesten Zeiten bis zur Gegenwart (1897; 3:e upplagan 1909) samt ett stort antal smärre arbeten och uppsatser. Han var utgivare av "Germanistische Abhandlungen" (1894 ff.), "Mitteilungen der Schlesischen Gesellschaft für Volkskunde" (1894 ff.) och "Schlesische volkstümliche Überlieferungen" (1901 ff.).